# Група по филогения на покритосеменните
Групата по филогения на покритосеменните (на английски: Angiosperm Phylogeny Group, APG) е международна организация на специалисти по систематика на растенията. Тя е образувана през 90-те години на 20 век с цел да преработи традиционните класификации на покритосеменните, така че да съответстват на съвременните представи за тяхната филогения, базирани на по-новите генетични изследвания. През 1998 година групата публикува своята класификация (APG I), която е актуализирана през 2003 година (APG II).
Сред основните организации, участващи в разработването на класификациите са:
- Шведска кралска академия на науките (Швеция)
- Упсалски университет (Швеция)
- Кралски ботанически градини в Кю (Великобритания)
- Университет на Мериленд (САЩ)
- Университет на Флорида (САЩ)
- Ботаническа градина на Мисури (САЩ)